# Lambert Land
Lambert Land (dänisch Lambert Land) ist eine grönländische Region im Nordost-Grönland-Nationalpark.

## Geografie
Das überwiegend nicht vergletscherte Gebiet an der Küste der Grönlandsee wird vom eisgefüllten Nioghalvfjerdsfjorden im Norden und dem Zachariae Isstrøm im Süden eingeschlossen. Lambert Land hat eine Ausdehnung von 65 km in Ost-West- und 55 km in Nord-Süd-Richtung. Seine Ostspitze ist durch den schmalen Jomfru Tidsfordriv Fjord und einen weiteren U-förmigen Fjord fast vom Hinterland abgeschnitten. Im Osten befindet sich das vergletscherte Berggebiet Misanthropen Fjelde. Weitere benannte Berge sind die im Norden liegenden Trompeteren Bastion und Kai Nielsen Fjeld.

## Geschichte
Die Bezeichnung Lambert Land erschien erstmals auf einer unpräzisen Karte des holländischen Kartografen Johannes van Keulen (1654–1715) aus dem Jahr 1680. Namensgeber ist ein Walfänger, der 1670 auf 78,5° N Land gesichtet haben soll. Erst von der Danmark-Expedition von 1906 bis 1908 wurde dem alten Namen ein konkretes geographisches Objekt zugeordnet. Während der Expedition kamen deren Leiter Ludvig Mylius-Erichsen und der Kartograf Niels Peter Høeg-Hagen auf dem Nioghalvfjerdsfjorden ums Leben. Der Schlittenführer Jørgen Brønlund erreichte noch das Versorgungsdepot am Kap Bergendahl im Südosten Lambert Lands, wo seine Leiche 1908 von Johan Peter Koch gefunden und 1909 von Ejnar Mikkelsen begraben wurde. Das Kap heißt heute Brønlunds Grav.
1980 wurden in Lambert Land Ruinen von Siedlungen der Paläo-Eskimos gefunden.